# Moscazzano
Moscazzano är en ort och kommun i provinsen Cremona i regionen Lombardiet i Italien. Kommunen hade 753 invånare (2018).